# Српска Нана
Српска Нана или Доња Нана (мађ. Alsónána, Rácnána) је село у Мађарској, у јужном делу државе. Село управо припада Сексардском срезу Тољанске жупаније, са седиштем у Сексарду.
Српска Нана је до почетка 20. века имала значајну српску заједницу. Некадашња српска црква, посвећена Ваведењу Пресвете Богородице, предата је на употребу римокатолицима.

## Природне одлике
Насеље Српска Нана се налази у јужној Мађарској, у историјској области Толна. Најближи већи град је Сексард.
Село је смештено на североисточним падинама планине Мечек. 10-ак километара источно протиче Дунав. Надморска висина насеља је приближно 130 метара.

## Историја Срба у Нани
Срби од Велике сеобе 1690. године. Срби су увек били у малом броју и удаљени од остатка српског народа у Угарској, асимилују се, па већ крајем 19. века они постају ретки у овим крајевима.
Забележено је 1731. године 12 православних домова у месту. Број становника 1796. године износи 316 православних Срба, а век касније 1890. године њихов број је 166 православних душа. Српско национални корпус се у Нани преполовио.
У месту је 1867. године пописано 206 српских православних душа.
По једном податку из 1907. године у Српској Нани има 139 Срба, а број деце је мали, а ипак ради српска основна школа.
Православна црква је грађена 1804. године, а посвећена је празнику Успењу Пресвете Богородице. Храм је 1905. године много бољи изнутра него што се види споља. Постоји ту српска црквена општина, а скупштина је редовна под председништвом Косте Марковића. Општина је мала и сиромашна, а њен црквено-општински посед износи само 3 кј. земље. Парохијско звање је основано 1850. године, а црквене матице се воде од 1861. године. Село је парохијска филијала Батосека, одакле долази по потреби тамошњи свештеник.
У општини "Великој Нани" је 1745. године давано по 5 ф. годишње за школство. Претплатом је купио 1833. године књигу мађарско-српску граматику, учитељ месни Игњатије Ромић. Био је учитељ Ненад Пешић из Доње Нане 1883-1884. године претплатник школског гласила. На расписаном стечају за учитеља у вероисповедној школи у Доњој Нани, 1897. године понуђена годишња плата је износила захваљујући епархијској потпори 163 ф. а сва друга примања од стране општине су била натурална. Постоји 1905. године у месту српска народна школа, а учитељица је Стана Крстић родом из Старог Футога, која је три године у Нани и привремена (ту и 1912). Редовну наставу похађа 16 ђака, а у недељну школу иде осам ученика старијег узраста.
Године 1905. Доња Нана је велика општина у Сексардском срезу, Толнанске жупаније. Ту живи 1432 становника у 281 дому, Немци доминирају. Срба православаца има 198 душа (или 14%) са 29 кућа. Од српских јавних здања помињу се православна црква и народна школа.
Приликом исељавања Срба из новоосноване Мађарске у матицу после Првог светског рата из села се иселило свега 130 преосталих душа.
После Другог светског рата иселила се и већина месних Немаца.
Током 20. века престала је српска православна црква то да буде, јер је уступљена другој верској заједници.

## Становништво
Према подацима из 2013. године Српска Нана је имала 731 становника. Последњих година број становника опада.
Претежно становништво у насељу чине Мађари римокатоличке вероисповести.